# 1998年アルバニア憲法国民投票
1998年アルバニア憲法国民投票（1998ねんアルバニアけんぽうこくみんとうひょう、アルバニア語: Referendumi Kushtetues i Shqipërisë 1998）は、アルバニアで行われた憲法改正の是非を問うための国民投票である。

## 結果

### 投票率
50,6%

### 結果
承認